# TV Nova (телеканал, Чехия)

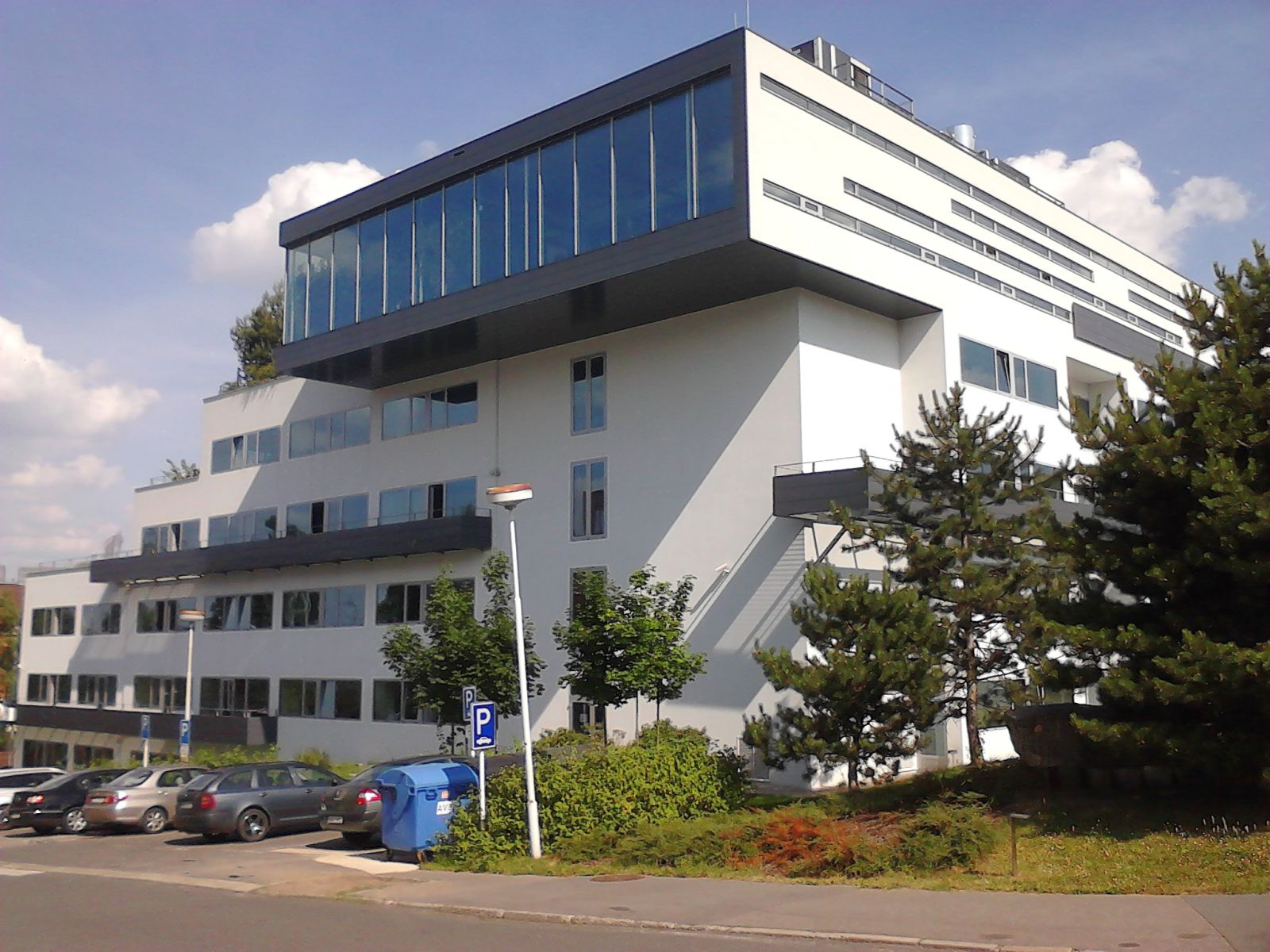
TV Nova, бappaндов, Прагa

TV Nova — чешский телевизионный канал, основанный Владимиром Железным.
Телеканал появился в эфире в 1994 году и был первым частным телеканалом в Чешской Республике. Он быстро завоевал рынок и сейчас является первым номером среди телеканалов Чехии.
С октября 2007, канал начал выпускать новости в формате HDTV. TV Nova стал первым из чешских каналов реализовавших переход выпусков новостей в формат 16:9. Также телеканал транслирует чешскую версию известного во всём мире шоу Большой Брат (Big Brother).